# Oppenheimer-Volkofflimiet
De Oppenheimer-Volkofflimiet is de maximale massa die een neutronenster kan hebben. Indien deze massa wordt overschreden kunnen de neutronen van deze ster niet meer bestaan en wordt de ster samengedrukt tot een quarkster of een zwart gat.
De Oppenheimer-Volkofflimiet bedraagt ongeveer 3 keer de massa van onze zon en kan niet exact worden berekend, maar moet geschat worden omdat de toestandsvergelijkingen van extreem dichte materie niet nauwkeurig bekend zijn. De Oppenheimer-Volkofflimiet werd in 1939 door Robert Oppenheimer en zijn leerling George Volkoff gepostuleerd, gebaseerd op werk van Richard C. Tolman.